# Urotrichus talpoides
Urotrichus talpoides är en däggdjursart som beskrevs av Coenraad Jacob Temminck 1841. Urotrichus talpoides är ensam i släktet Urotrichus som ingår i familjen mullvadsdjur. IUCN kategoriserar arten globalt som livskraftig. Tidigare listades även arten Dymecodon pilirostris i släktet Urotrichus.

## Beskrivning
Detta mullvadsdjur förekommer i Japan. Arten hittas där på nästan alla stora öar, med undantag av Hokkaido, samt på flera mindre öar. I bergstrakter når Urotrichus talpoides 2000 meter över havet. Habitatet utgörs av skogar, buskskogar och gräsmarker.
Arten påminner något om en näbbmus i utseende men den tillhör mullvadsdjuren. Individerna når en kroppslängd (huvud och bål) av 6,5 till 10 cm och en svanslängd av 2,5 till 4 cm. Vikten varierar mellan 14 och 20 gram. Den mjuka och täta pälsen har en mörkbrun till svart färg med silver skugga. De små öronen är gömda i pälsen. Även svansen är täckt med hår och den används som fettreservoar.
Urotrichus talpoides bygger liksom den europeiska mullvaden underjordiska bon men den kan även klättra i växtligheten. Födan utgörs främst av ryggradslösa djur som insekter, spindlar och daggmaskar. Revir av artfränder av olika kön överlappar vanligen. Honor har oftast två kullar, en under våren och en under sensommaren. Dräktigheten varar uppskattningsvis fyra veckor och sedan föds upp till fyra ungar.

## Underarter
Arten delas in i följande underarter:
- U. t. adversus
- U. t. centralis
- U. t. hondoensis
- U. t. minutus
- U. t. talpoides